# Зонненберг-Вінненберг
Зонненберг-Вінненберг (нім. Sonnenberg-Winnenberg) — громада в Німеччині, розташована в землі Рейнланд-Пфальц. Входить до складу району Біркенфельд. Складова частина об'єднання громад Біркенфельд.
Площа — 2,87 км2. Населення становить 427 ос. (станом на 31 грудня 2020).